# Беа Наді
Беа Наді (болг. Беа Надѝ, нар., 1950, Берлін, НДР) — болгарська письменниця фентезі.

## Біографія і творчість
Беа Наді народилася в 1950 році. у Берліні, НДР (нині Німеччина). Закінчила фізичний фахультет. Недовго працювала в Університеті Гумбольдта в Берліні.
З 1975 року живе в Болгарії, працює програмісткою і дизайнеркою. У 1991 році розпочала власний бізнес, але згодом покинула його та працювала у різних компаніях перекладачкою-фрілансеркою.
У 1995 році почала писати без серйозних намірів. У 1996 році вийшов її перший роман «Оповідання про богів», а в 1998 його продовження «Народжений світлом». Окрім фентезі, також пише оповідання для дітей.
Беа Наді одружена і має двох дітей.

## Творчість

### Окремі романи
- «Розповіді богів» (1996)
- «Народжений світлом» (1998)
- «Попередження» (2006)
- «Діалог з темрявою» (2011)

### Казки
- «Погана принцеса» (2003)
- «Єдиноріг» (2012)
- «Пригоди Ханни» (2013)